# Nyahururu
Nyahururu es una localidad de Kenia, con estatus de municipio, perteneciente al condado de Laikipia.
Cuenta con 51 434 habitantes según el censo de 2009. Se ubica en el límite con el condado de Nyandarua, del cual fue capital cuando era distrito hasta que se trasladó la capital a Ol Kalou.
Nyahururu fue fundada por los colonos británicos bajo el nombre de "Thomson Falls", en referencia a las cataratas de Thomson del río Ewaso Ng'iro, que nace en los montes Aberdare. La localidad creció gracias a la proximidad de la estación de tren Gilgil, inaugurada en 1929.
Es lugar de visita habitual de grandes atletas mundiales debido a las condiciones de altitud (2300 m s. n. m.) y climáticas que lo hacen adecuado para la formación de profesionales.

## Demografía
Los 51 434 habitantes del municipio se reparten así en el censo de 2009:
- Población urbana: 31 952 habitantes (15 427 hombres y 16 525 mujeres)
- Población periurbana: 4498 habitantes (2184 hombres y 2314 mujeres)
- Población rural: 14 984 habitantes (7572 hombres y 7412 mujeres)

## Transportes
En Nyahururu se cruzan las carreteras B5 y C77. La B5 une Nakuru con Nyeri. La C77 une el lago Turkana con Gilgil.

## Personas destacadas
- Samuel Wanjiru (1986 - 2011)